# Hungry Heart (singolo)
Hungry Heartè una canzone del cantautore statunitense Bruce Springsteen, pubblicata nel 1980 come primo singolo estratto dal suo album The River.

## Storia
Joey Ramone chiese a Springsteen di scrivere una canzone per il gruppo Ramones e quella stessa notte Springsteen scrisse Hungry Heart che però decise di tenere per sé su consiglio del suo produttore e manager Jon Landau. Il titolo del brano è ripreso dal verso dell'Ulysses di Alfred Tennyson: "For always roaming with a hungry heart".
La voce di Springsteen venne leggermente accelerata nella registrazione producendo un'intonazione vocale più alta. Il brano raggiunse il 5# posto nella Billboard Hot 100 e rimase il suo singolo di maggior successo fino alla pubblicazione di Dancing in the Dark nel 1984. I lettori della rivista Rolling Stone lo votarono come miglior singolo dell'anno e anche John Lennon, proprio nel giorno della sua morte, lo definì come un "grande disco" e lo paragonò alla sua canzone (Just Like) Starting Over.
Nel 1995 fu inserito anche nell'album Greatest Hits e nel 2003 in The Essential Bruce Springsteen.
È stata inserita dai critici di acclaimedmusic.net come 38# canzone più bella del 1980, 342# degli anni ottanta e 1870# di tutti i tempi.

## Classifiche
| Classifica        | Massima posizione |
| ----------------- | ----------------- |
| Regno Unito       | 44                |
| Billboard Hot 100 | 5                 |